# Sarah Bernhardt
Sarah Bernhardt (París, 23 d'octubre del 1844 - París, 26 de març del 1923), Henriette Rosine Bernard o Rosina Bernardt, va ser una actriu francesa de teatre i cinema. Ha estat considerada l'actriu més important del segle XIX i la més famosa de la història. Tot i ser anomenada la divina Sarah pel seu caràcter excèntric i capritxós, Sarah Bernhardt va treballar en innombrables projectes teatrals demostrant un caràcter perseverant, una gran professionalitat i una gran dedicació al seu art, com a actriu i com a promotora teatral. El 1914 li fou concedida la Legió d'Honor.

## Biografia

### Infantesa
Sarah Bernhardt va néixer probablement el 22 d'octubre del 1844, en el número 5 del carrer École de Médecine de París. El seu cabell era de color ros fosc i els seus ulls eren blau cobalt. Sa mare era una dona de religió jueva, d'origen holandès, anomenada Julie Bernardt, àlies Youle. El seu avi, Moritz Bernardt, era un mercader jueu d'Amsterdam i Julie devia néixer a la mateixa ciutat. Julie es guanyava la vida com a prostituta de luxe juntament amb la seva germana, Rosina Bernardt. Va tenir més filles: l'abril del 1843, va tenir dues nenes bessones que van morir a les dues setmanes; després de Sarah, va tenir Jeanne, però no se'n sap la data de naixement i, el 1855, Régine, que el 1873 va morir de tuberculosi. Totes van ser filles de pares diferents i desconeguts. Sarah Bernhardt mai no va saber qui era el seu pare biològic i donava el nom d'Édouard Bernardt, el germà de la seva mare, com a nom del seu pare.
Sarah va passar els primers quatre anys de la seva vida a Bretanya a cura d'una dona que la crià. La primera llengua que Sarah va conèixer va ser el bretó i és per aquesta raó que, en iniciar la seva carrera teatral, va adoptar la forma bretona del seu cognom: Bernhardt. En aquesta època, va patir un accident que molts anys després li implicaria greus problemes de salut; va caure per una finestra i es trencà el genoll dret. Encara que, aparentment, sanà sense problemes, el genoll va quedar afectat per sempre més i, molt més endavant, el 1914, a causa d'una important inflamació i dolor al mateix genoll, li van haver d'amputar la cama dreta. Després de l'accident, la seva mare la va portar amb ella a París, on va romandre dos anys. A punt de complir set anys, va ingressar a la Institució Fressard, un internat per a senyoretes proper a Auteuil, on va estar dos anys. El 1853, va ingressar al col·legi conventual Grandchamp, prop de Versalles. En aquest col·legi, va participar en la seva primera obra teatral, Tobies recupera la vista, escrita per una de les monges. També aquí va ser batejada i va fer la primera comunió. Sembla que l'ambient místic del col·legi li va fer plantejar-se fer-se monja.

### Actriu i cortesana
Als 15 anys, després d'abandonar Grandchamp, sa mare va intentar introduir-la dins el món galan perquè es pogués guanyar la vida com a prostituta de luxe. Però Sarah, influenciada per la seva educació conventual, es va negar repetidament a dedicar-se a aquestes activitats. Julie Bernard tenia un saló a París on es reunien els seus clients; entre ells, hi assistia el germanastre de Napoleó III, el duc de Morny. Morny aconsellà a Sarah que s'apuntés al Conservatoire de Musique et declamation. El 1859, gràcies als contactes del duc, Sarah hi va accedir sense dificultat. El 1861, va guanyar un segon premi en l'apartat de tragèdia i una menció honorífica en comèdia. Finalitzats els estudis al Conservatori, va entrar a la Comédie-Française, de nou gràcies als influents contactes de Morny. Va debutar l'11 d'agost del 1862, participant en l'obra Iphigénie de Jean Racine. El seu fort caràcter li va portar problemes amb els seus companys; aquestes friccions van provocar que el 1863 abandonés la Comédie per primera vegada. Tres setmanes més tard, va ser contractada pel Teatre Gymnase, on va fer set petits papers en diferents obres. Hi va actuar per última vegada el 7 d'abril del 1864 amb l'obra Un mari qui lance sa femme.
El 1864, va conèixer un dels grans amors de la seva vida, Charles-Joseph Lamoral, príncep de Ligne. Va iniciar una apassionada relació amb ell, fins que es va quedar embarassada i el príncep la va abandonar. El 22 de desembre del 1864, va donar a llum el seu únic fill, Maurice Bernhardt. Sense ofici i havent fracassat momentàniament en el món del teatre, va seguir els passos de la seva mare convertint-se en cortesana de luxe. Sarah no va abandonar la seva activitat com a cortesana fins que la seva carrera teatral es va haver consolidat i va poder mantenir-se només amb el treball que li reportava el teatre.

### Primers èxits

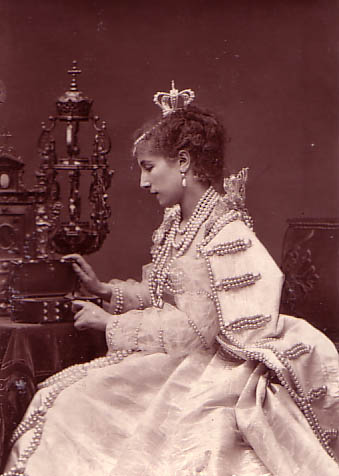
Sarah Bernhardt en el paper de reina en l'obra Ruy Blas, de Victor Hugo

Tres anys més tard, el 1867, va debutar al Théâtre de l'Odéon amb Les dones sàvies (Les femmes Savant) de Molière. Aquí va començar la seva veritable carrera professional. Participà en molts muntatges teatrals, alternant la vida teatral amb la vida galant. La fama li va arribar sobtadament el 1869 amb Le Passant de François Coppée, una obra en vers d'un sol acte. Sarah, a més, va fer per primera vegada en aquesta obra un paper masculí, el del trobador Zanetto. Repetiria més vegades fent d'home en diverses obres més, com en Lorenzaccio, Hamlet i L'Aiglon.
El 1870, durant la Guerra francoprussiana, van habilitar l'Odèon com a hospital per a convalescents, on ella va cuidar amb dedicació els ferits de guerra. El 1871, l'improvisat hospital va haver de ser tancat per problemes de salubritat. Després de la derrota francesa i la caiguda de Napoleó III, molts intel·lectuals exiliats per haver estat en contra de l'emperador van poder tornar a França; entre ells hi havia Victor Hugo. El retorn d'Hugo va ser molt important en la vida de Bernhardt, ja que l'escriptor la va triar per protagonitzar la reestrena de la seva obra Ruy Blas. Bernhardt, a més, va protagonitzar una altra obra d'Hugo, Hernani. La seva interpretació en Ruy Blas la va elevar a unes cotes d'èxit inimaginables. Tornà a la Comédie Française com una gran estrella i allà va afermar el seu repertori i els seus múltiples registres com a actriu.

### Artista polifacètica

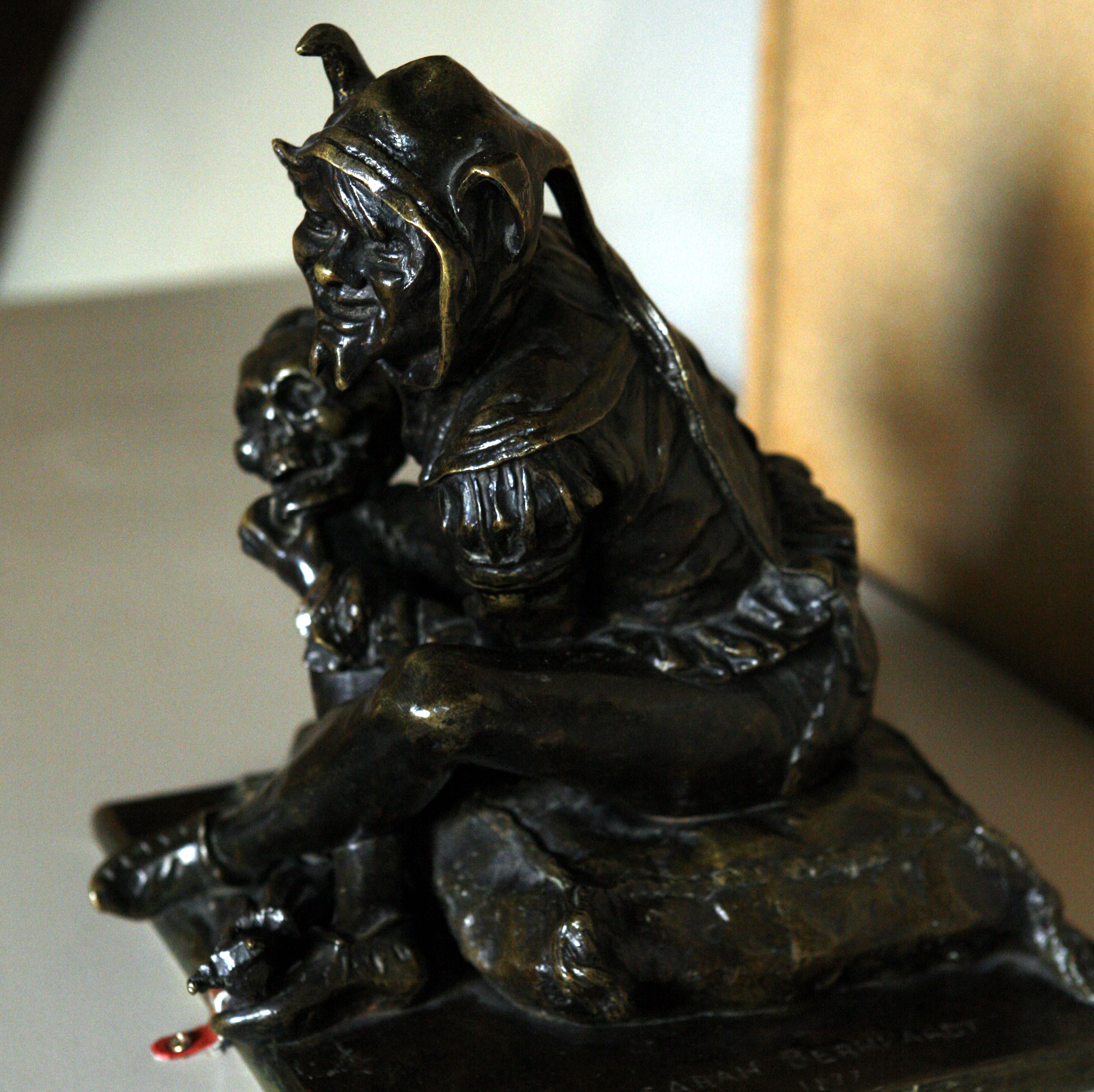
Le Fou et la Mort, escultura en bronze de Sara Bernhardt realitzada el 1877. S'exposa al Musée des Beaux-Arts de Dijon

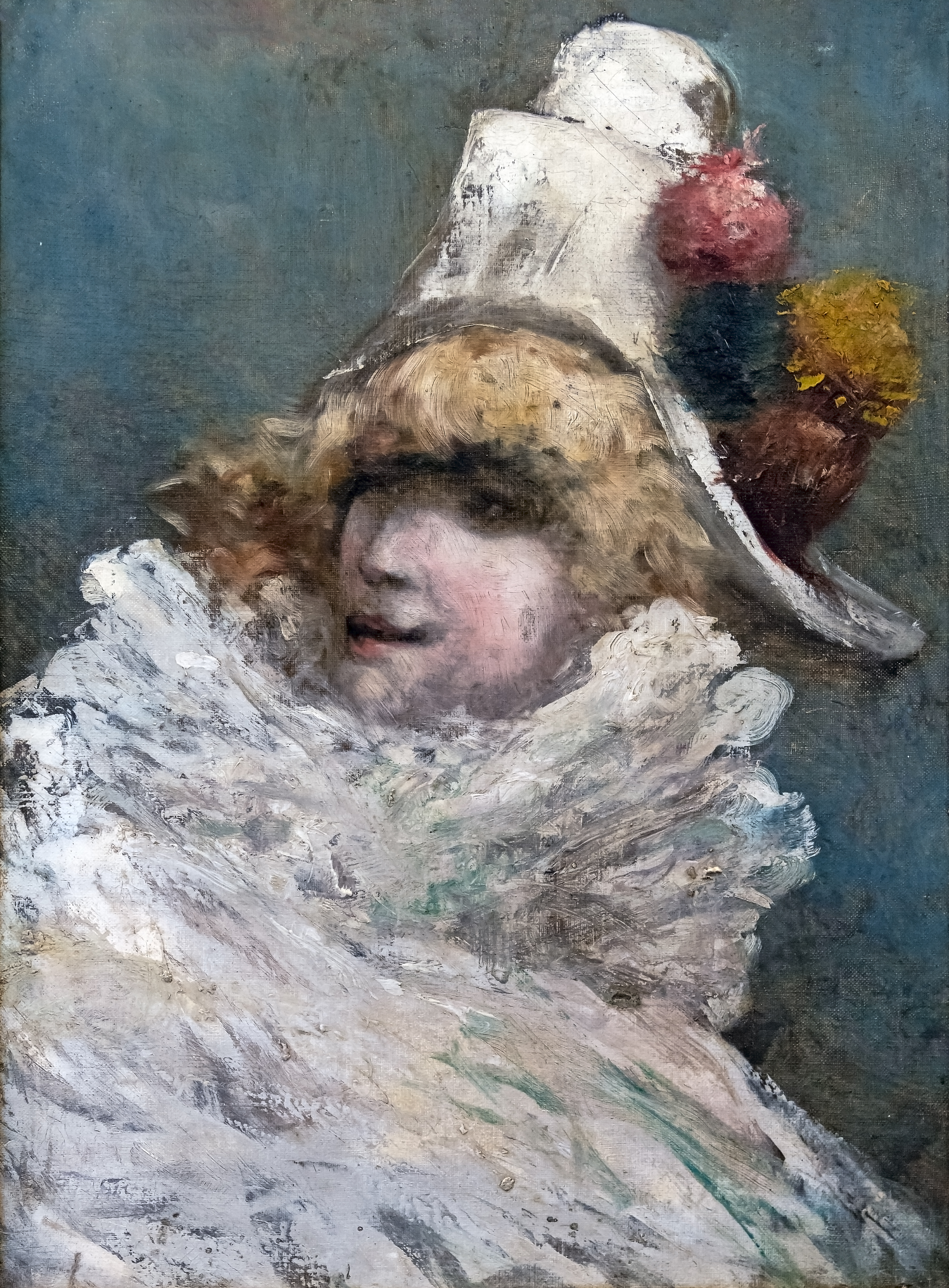
Autoretrat

L'estil d'actuació de Bernhardt es basava en la naturalitat. Detestava profundament les velles normes del teatre francès, en què els actors feien una declamació histriònica acompanyada de gestos exagerats. Ella va voler trencar amb aquesta manera d'actuar, aprofundint en la psicologia dels personatges. Estudiava cada gest i cada entonació del text que havia de dir buscant la perfecció natural sense que es notés cap mena d'artifici. Quan representava les grans heroïnes de la tragèdia o les reines, sempre fugia de la sobreactuació i de l'afectació. Són famoses les seves escenes de mort, en què segons les seves pròpies paraules, pretenia oferir tot un reguitzell de patologies, com estossecs i gemecs agònics, mirant d'aprofundir en el que representa l'acte de morir-se des del punt de vista psicològic i sentimental.
A part de la seva professió d'actriu, es va interessar per l'escultura i la pintura, i arribà a exposar al Saló de París diverses vegades, entre els anys 1874 i 1896. Va rebre diversos premis i mencions honorífiques en ambdues disciplines. Va escriure també tres llibres: la seva autobiografia titulada Ma double vie, Petite Idol i L'art du Théâtre: la voix, la geste, la pronontiation.
Bernhardt es va especialitzar a representar les obres en vers de Jean Racine, com ara Iphigénie, Phédre o Andromaque. Va destacar especialment, entre moltes altres, en La Dame aux Camélias, d'Alexandre Dumas (fill), Theodora, de Sardou, L'Aiglon, d'Edmond Rostand, Izéïl, de Silvestre i Morand, Macbeth, de Shakespeare, Jeanne D'Arc de Jules Barbier.
Va inspirar, en part, Marcel Proust — sens dubte conjuntament amb les actrius Rachel i Réjane — per al personatge de l'actriu «Berma» en A la recerca del temps perdut. Proust la designava a vegades en la seva correspondència «Haras», el seu nom a l'inrevés.

### Gires arreu del món
El 1879, va realitzar la seva primera sortida de França, concretament a Anglaterra, on va estar sis setmanes fent dues representacions diàries i va obtenir un èxit rotund. En retornar al seu país va tenir una gran rebuda. En aquesta primera visita, va conèixer un jove escriptor anomenat Oscar Wilde. Anys més tard, el 1893, Bernhardt acceptaria representar la seva obra Salomé. També, aquest mateix any, l'actriu va ser acceptada com a sòcia plena de la Comédie Française. Els socis plens són la jerarquia més alta d'aquesta institució.
Després del seu espectacular èxit a Anglaterra, va decidir fer la primera gira americana. Partí cap als Estats Units el 15 d'octubre del 1880; l'èxit va ser total. Bernhardt faria altres gires pels Estats Units, les seves famoses gires de comiat, i també va recórrer tota Amèrica del Sud, i arribà a actuar al Brasil, Argentina, Xile, entre altres països. Viatjava amb tren i vaixell i va arribar a creuar el cap d'Hornos. Als Estats Units, el seu èxit era tal que van posar a la seva disposició un tren amb set vagons de luxe anomenat Sarah Bernhardt Special, per a ús exclusiu de l'actriu. Les seves gires la van portar també a Austràlia i va visitar les Illes Hawaii i les Illes Sandwich. També va actuar a Egipte i Turquia. Va recórrer Europa, actuant a Moscou, Berlín, Bucarest, Roma i Atenes. En el seu llarg periple, no sols va actuar en grans teatres sinó també en teatres de poca categoria. No va arribar a actuar al continent asiàtic.

### Vida familiar
La seva vida familiar no va ser senzilla. Va tenir una relació tensa i distant amb la seva mare, Julie, que mai va ser una mare afectuosa i preocupada per la filla, i aquest fet va fer que Sarah sempre busqués la seva aprovació i el seu afecte. Julie Bernard sentia predilecció tan sols per la seva filla Jeanne i descuidà totalment l'educació de la seva filla menor, Régine. Sarah Bernhardt sentia predilecció per la seva germana petita Régine i, quan va aconseguir ser independent, se la va emportar a viure amb ella per allunyar-la de la mare i de les intencions d'aquesta de convertir-la també en una cortesana. Lamentablement, no ho va aconseguir i Régine es va convertir en prostituta als 13 anys. Va morir als 18, el 1873, a causa d'una tuberculosi.
La seva altra germana, Jeanne, també va fer de prostituta durant una època, quan tenia necessitat de diners. Per apartar-la de la mala vida, Bernhardt se la va emportar amb la seva companyia i anant amb ella en diverses de les seves gires americanes i europees. Era una actriu mediocre, però feia petits papers i va poder portar una vida de luxe al costat de la seva germana Sarah. Se sap que va patir crisis neuròtiques a causa de la seva addicció a la morfina i que va estar ingressada a l'hospital de la Pitié Salpêtrière de París, sota la cura del doctor Jean-Martin Charcot. En canvi, el fill de Sarah, Maurice, sempre va estar molt unit a la seva mare. Va viure sempre a la seva ombra, malbaratant autèntiques fortunes en el joc, en viatges i en una vida regalada.

### Vida sentimental
Bernhardt va tenir una agitada vida sentimental, en la qual destaquen noms com Gustave Doré, Victor Hugo, Jean Mounet-Sully, Jean Richepin, Philippe Garnier, Gabriele D'Annunzio; Eduard, príncep de Gal·les, entre d'altres. Es va casar una sola vegada, amb un oficial grec anomenat Jacques Aristidis Damala. Damala va néixer al Pireu el 1842 i era fill d'un ric armador; era addicte a la morfina. Bernhardt es va casar amb ell el 4 d'abril del 1882 i va ser un matrimoni tempestuós. Sarah va intentar que fos actor, però va fracassar. L'actriu li va impartir classes d'actuació i li va donar el paper d'Armand Duval en La Dame aux Camélias.
Es foren infidels mútuament i un dia Damala, aclaparat per l'èxit de la seva dona, per les constants burles dels actors de la companyia de Bernhardt, i per la mala relació amb Maurice Bernhardt, es va allistar a la Legió francesa i anà destinat a Algèria. Mesos més tard va tornar amb Sarah. Les separacions i reconciliacions van ser contínues fins que, el 1887, Sarah va decidir marxar de gira pel continent americà i Damala ja no la va acompanyar; va ser la separació definitiva. Van romandre casats fins a la mort de Damala, que esdevingué el 1889 pels efectes secundaris d'abús continuat de morfina; tenia 42 anys. Va ser enterrat a Atenes i Sarah va adornar la tomba amb un bust tallat per ella mateixa.

### Empresària
Sarah Bernhardt va ser també la primera actriu empresària del món de l'espectacle. Arran d'una relació molt tensa amb el director de la Comédie Française, Perrin, el 18 de març del 1880, Bernhardt va trencar el seu contracte i va dimitir com a sòcia plena. La Comédie va tirar endavant un plet contra ella i van guanyar el judici. Sarah Bernhardt va haver de renunciar a la pensió de 43.000 francs que hagués tingut si hagués estat un mínim de 20 anys a la Comédie i, a més, la van condemnar a pagar 100.000 francs de multa, que l'actriu mai no va arribar a pagar.
El 1883, després de la seva esplendorosa primera gira americana, que li havia fet guanyar una gran fortuna, Bernhardt va arrendar el teatre Porte-Saint-Martin. En aquest teatre, va produir obres com Frou-Frou i La Dame aux Camélias, entre d'altres, i hi va actuar. Durant les seves gires, el teatre estava obert i contínuament s'estrenaven obres amb diferent èxit comercial. Bernhardt no va dubtar a donar suport al teatre d'avantguarda; per tant, en el Porte-Saint-Martin, a més a més del repertori clàssic, s'estrenaven obres de nous autors que s'allunyaven del teatre tradicional. Després d'uns anys, Bernhardt va arrendar el Teatre de la Renaissance, on van representar moltes obres amb èxit. El 1899, va arrendar per 25 anys l'enorme Teatre des Nations, l'únic teatre on actuaria a França durant els darrers 24 anys de la seva vida.

### Segle XX: el cinema
El segle xx va començar amb un gran triomf: L'Aiglon, d'Edmond Rostand. L'obra va ser estrenada el 15 de març del 1900 i va obtenir un èxit sense precedents. Sarah va fer 250 representacions de l'obra i, posteriorment, va fer una altra gira als Estats Units per representar-la. A Nova York, va actuar a la Metropolitan Opera House.
Va provar sort també en el nounat cinema. El 1900, va filmar Le Duel d'Hamlet, en què ella feia de Hamlet; les imatges anaven acompanyades amb efectes de so d'un cilindre d'Edison (fonògraf). El 1906, va rodar La Dame aux Camélias, amb Lou Tellegen, el seva amant del moment que en aquesta obra feia d'Armand Duval. Bernhardt, quan va veure la pel·lícula, s'horroritzà i va manar destruir el negatiu, que afortunadament encara existeix. Va rodar també Elisabeth, reine d'Anglaterre, dirigida per Louis Mercanton, i el 1913 va treballar en Jeanne Doré, sobre l'obra de Tristan Bernard, dirigida per René Hervil i Louis Mercanton. Aquesta pel·lícula és considerada com la millor actuació cinematogràfica de Bernhardt i, també, la pel·lícula en què encara es pot observar millor el seu art interpretatiu; la pel·lícula es conserva a la Cinématèque de París.

### Darrers anys: amputació i mort

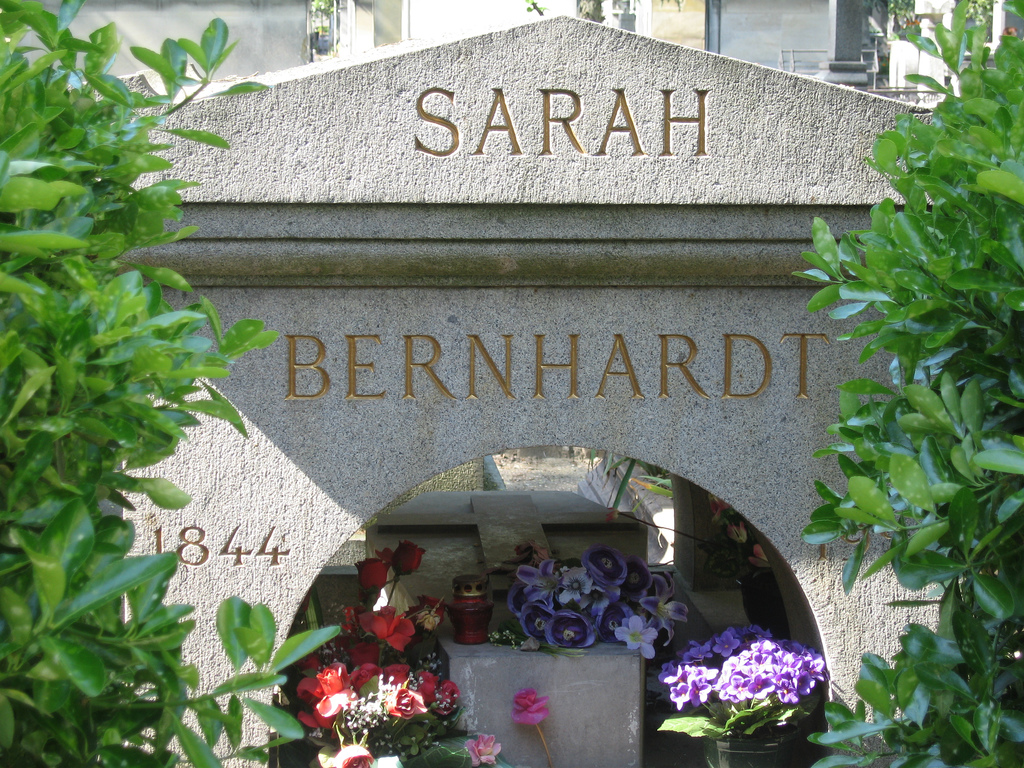
Tomba de Sarah Bernhardt al cementiri Père Lachaise de París

El 1915, el genoll de la seva cama dreta, el mateix que s'havia fracturat de petita, li arribà a provocar dolors insuportables. Per complicar més les coses, durant una de les seves interpretacions en Tosca, la mateixa obra que Puccini va fer triomfar en la seva adaptació del gènere operístic, quan representava l'última escena en què l'heroïna es llança des d'un barranc, no es van prendre les mesures de seguretat pertinents; Sarah es va llançar, i es va fer mal a la cama. Encara que ja feia uns quants anys que patia molèsties constants, durant l'any 1914 va empitjorar fins que no hi va haver més remei que amputar-li la cama el febrer del 1915.
Una vegada recuperada de l'amputació i ja en plena Primera Guerra Mundial, l'actriu va decidir fer una gira per les trinxeres franceses actuant per animar les tropes. Organitzà diverses gires amb la seva companyia i va recórrer tota França; va continuar actuant sense la cama. Recitava monòlegs, poemes o representava actes famosos del seu repertori d'obres en les quals no havia de posar-se dreta. Després de la guerra, també va seguir participant en pel·lícules.
La seva salut va anar empitjorant fins que va patir un gravíssim atac d'urèmia que va estar a punt de matar-la. El 1922, va vendre la seva mansió a Belle-Ile-en-Mer, on hi havia rodat anys enrere una pel·lícula documental sobre la seva vida. Quan li va arribar la mort estava rodant La Voyante. El rodatge s'estava fent a casa seva, al bulevard Pereire, ja que l'actriu estava ja molt delicada de salut. El 15 de març del 1923, després de rodar una escena, va quedar talment esgotada que es desmaià. Mai més es va recuperar. Onze dies més tard, el 23 de març, moria en braços del seu fill Maurice.
El seu enterrament va ser multitudinari i unes 150.000 persones van anar a acomiadar-la. El seu cos va ser inhumat al cementiri parisenc de Père-Lachaise.

## Vida personal

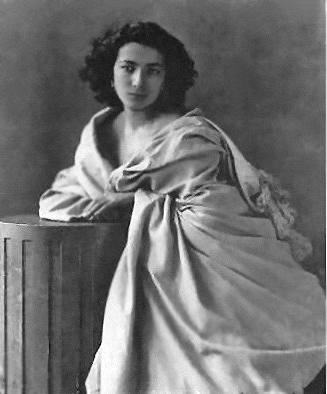
Sarah Bernhardt en una foto de Nadar

No era una persona religiosa, i un cop afirmà: «Resar? Mai! soc atea». Tot i així, va ser batejada com a catòlica, i acceptà els darrers sagraments abans de la seva mort.
Tota la seva vida va tenir por escènica. Quan tenia una estrena important o se sentia sota pressió, patia atacs de pànic escènic. Afortunadament per a ella, aquesta por la feia actuar amb nerviosisme i amb la veu més afalsetada. Quan portava una estona en escena, el pànic cedia.
Va ser la primera actriu a representar, en diferents ocasions, tant el paper de Hamlet com el d'Ofèlia.
Un cop, havent de representar Hamlet a Edimburg, la companyia de Bernhardt es va trobar que el vestuari no havia arribat a temps i van haver d'interpretar la immortal obra de Shakespeare abillats amb faldilles escoceses.
Protegí i enaltí el pintor i cartellista Alphonse Mucha, els treballs del qual van ser un punt de referència de l'Art Nouveau francès. Mucha, d'origen txec, no sols va fer els cartells anunciant les obres de teatre de Bernhardt sinó que també li va dissenyar vestuari, joies i la decoració del Théâtre de la Renaissance. També va ser sol·licitat per moltes empreses i comerciants perquè dissenyés els anuncis dels seus productes en revistes i diaris. L'estil i els dissenys de Mucha en publicitat van ser imitats fins a l'avorriment per molts dibuixants i empresaris de l'època.
De jove, durant una època en què necessitava diners, va posar nua per al fotògraf Gaspard-Félix Tournachon, més conegut com a Nadar. Va posar moltes vegades, tant en fotografies eròtiques com artístiques, per a aquest fotògraf, amb el qual va compartir una gran amistat. Més tard, ja famosa, va protegir i va posar per al fill del fotògraf, que havia seguit els mateixos passos professionals que el pare.
Va ser una defensora incondicional d'Alfred Dreyfus en el lamentable Affaire Dreyfus, donant suport també obertament a Émile Zola en el seu cèlebre article denúncia J'accuse, en què es denunciava que l'oficial jueu Dreyfus era el cap de turc d'un complot en el si de l'exèrcit i víctima d'un exacerbat antisemitisme.
És cert que Sarah Bernhardt posseïa un taüt i que solia dormir-hi a dins. Hi ha una llegenda que diu que l'hi va comprar un amant aficionat als temes macabres. La realitat, però, és que el va comprar ella mateixa, ja que sentia una fascinació especial pels temes fúnebres. Va arribar, fins i tot, a deixar-se fotografiar ficada en el taüt i fent-se la morta. Les fotografies es van comercialitzar i van tenir un gran èxit. Avui en dia, encara es poden trobar en mercats d'antic o en col·leccions privades.
Durant una estada a Barcelona, els pastissers de la ciutat la van voler honorar creant el conegut pastís Sara a base de bescuit farcit de mantega i embolcallat d'ametlla laminada.

## Interpretacions

### Teatre
- 1862: Iphigénie de Jean Racine
- 1862: Valérie de Eugène Scribe
- 1862: Les dones sàvies de Molière

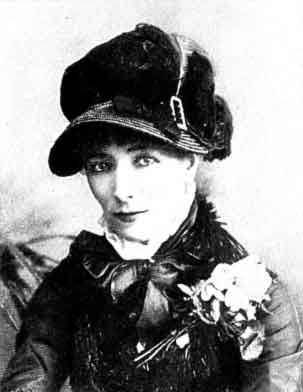
Sarah Bernhardt el 1877

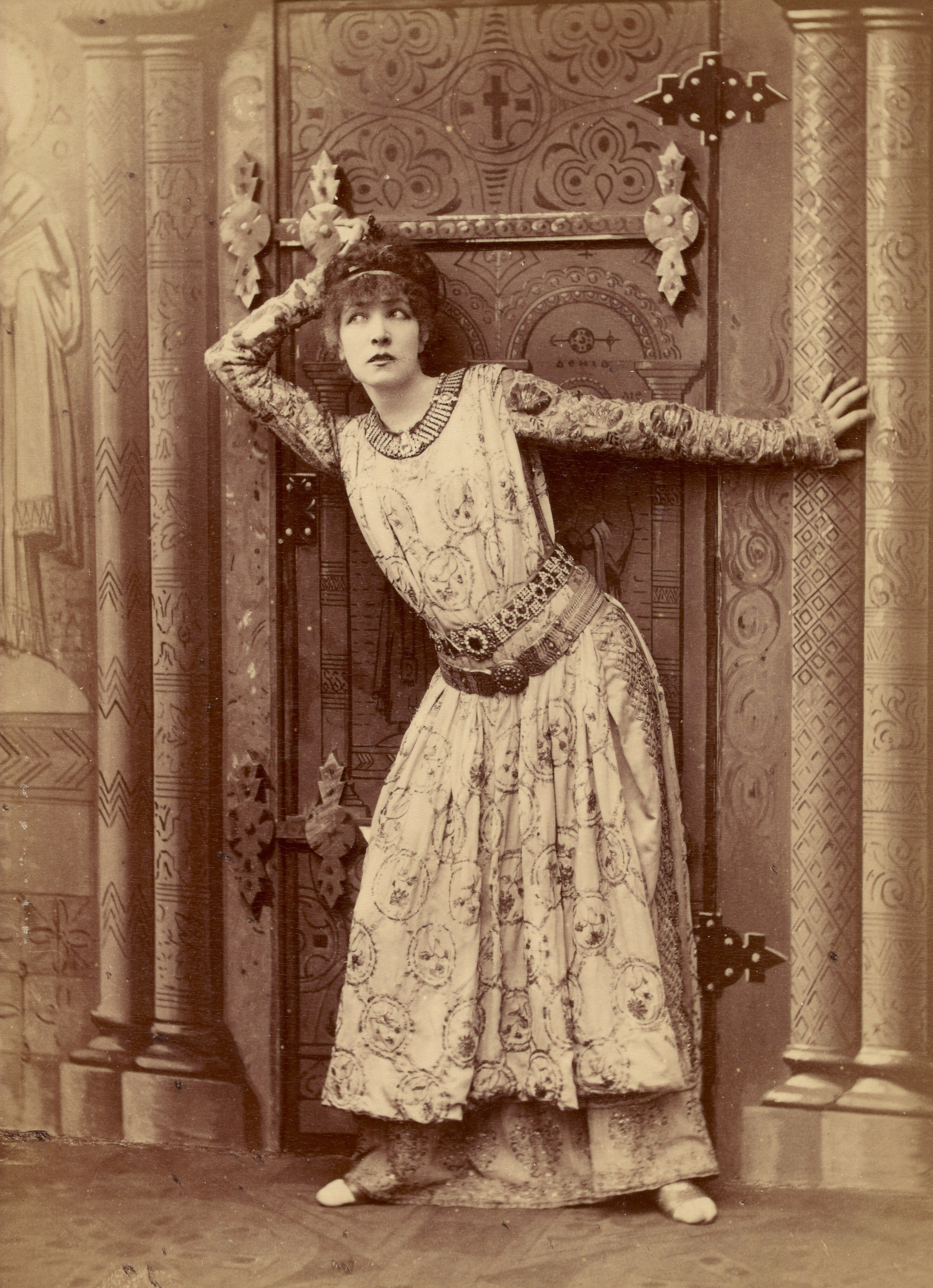
Sarah Bernhardt en el paper de Théodora de Victorien Sardou. Fotografia de Nadar del 1882

- 1864: Un Mari qui Lance sa Femme de Eugène Labiche i Deslandres
- 1866: La Biche aux Bois
- 1866: Fedra de Racine (Aricie)
- 1866: Le Jeu de l'Amour et du Hasard (Silvia)
- 1867: Les Femmes Savantes de Molière (Armande)
- 1867: Le Marquis de Villemer de George Sand
- 1867: François le Champi (Mariette)
- 1868: Kean d'Alexandre Dumas (Anna Damby)
- 1869: Le Passant, de François Coppée (Zanetto)
- 1870: L'Autre George Sand
- 1871: Jeanne-Marie de Theuriet
- 1871: Fais ce que Dois de François Coppée
- 1871: La Baronne
- 1872: Mademoiselle Aïssé de Bouilhet
- 1872: Ruy Blas de Victor Hugo, (Mariana de Neoburg).
- 1872: Mademoiselle de Belle-Isle (Gabrielle) de Dumas pare
- 1872: Britannicus de William Shakespeare (Junie)
- 1872: Le Mariage de Figaro de Beaumarchais
- 1872: Mademoiselle de la Seiglière de Sandeau
- 1873: Dalila de Feuillet
- 1873: Chez l'Avocat de Ferrier
- 1873: Andromaque de Jean Racine
- 1873: Phèdre de Jean Racine (Aricie)
- 1873: Le Sphinx de Feuillet
- 1874: Zaire de Voltaire
- 1874: Phèdre de Jean Racine, (Fedra)
- 1875: La Fille de Roland de Bornier
- 1875: L'Étrangère de Dumas fill (senyora Clarckson)
- 1875: Rome Vaincue de Parodi
- 1877: Hernani de Victor Hugo, (Na Sol)
- 1879: Phèdre de Jean Racine, (Fedra)
- 1880: L'Aventurière de Émile Augier
- 1880: Adrienne Lecouvreur de Legouvé i Eugène Scribe
- 1880: Froufrou de Meilhac i Halévy
- 1880: La Dame aux Camélias de Dumas fill (Marguerite Gautier)
- 1882: Fédora de Victorien Sardou
- 1882: Théodora de Victorien Sardou (Teodora)
- 1882: La Tosca de Sardou
- 1882: La Princesse Georges de Dumas fill
- 1890: Cléopâtre, de Sardou (Cleòpatra)
- 1893: Les Rois de Lemaître
- 1894: Gismonda de Sardou
- 1895: Amfitrió de Molière
- 1895: Magda. Traducció de l'obra Heimat de Sudermann.
- 1896: La Dame aux Camélias, de Dumas fill (Marguerite Gautier)
- 1896: Lorenzaccio d'Alfred de Musset (Lorenzo de Médici)
- 1897: Spiritisme de Sardou
- 1897: La Samaritaine d'Edmond Rostand
- 1898: Medea, de Jean Racine (Medea)
- 1898: La Dame aux Camélias (Marguerite Gautier)
- 1898: Jeanne d'Arc de Jules Barbier (Joana d'Arc)
- 1898: Izéïl d'Eugène Morand i Armand Silvestre
- 1898: El rei Lear de William Shakespeare.
- 1899: Hamlet de William Shakespeare (Hamlet)
- 1899: Antoni i Cleopatra de William Shakespeare (Cleòpatra)
- 1898: Macbeth de William Shakespeare (Lady Macbeth)
- 1898: Pierrot Assassin de Jean Richepin (Pierrot)
- 1900: L'Aiglon d'Edmond Rostand (L'Aiglon)
- 1903: La Sorcière de Sardou
- 1904: Pelléas et Mélisande de Maeterlinck (Pelléas)
- 1906: La dama del mar de Henrik Ibsen
- 1906: La Vierge d'Avila de Catulle Mendès (santa Teresa)
- 1911: Reine Elizabeth, de Moureau (reina Isabel)
- 1913: Jeanne Doré de Bernard (Jeanne Doré)

### Cinema
- La voyante (1923) (inacabada)
- Jeanne Doré (1916) (Jeanne Doré)
- Ceux de chez nous (1915) (pel·lícula documental sobre la seva vida)
- Mères françaises (1915) (infermera)
- Le duel d'Hamlet (1900) (Hamlet)
- Sarah Bernhardt à Belle-Isle (1912) (ella mateixa)
- Elisabeth, reigne d'Angleterre (1912) (Reina Isabel)
- Adrienne Lecouvreur (1912) (Adrienne Lecouvreur)
- La dame aux camélias (1911) (Camille)
- Tosca (1908) (Tosca)

## Llibres
- Dans les nuages - Impressions d'une chaise (Éd. Charpentier, Paris, 1878).
- L'Aveu, drama en un acte en prosa (1888).
- Adrienne Lecouvreur, drama en sis actes (1907).
- Ma double vie, memòries (Éd. Fasquelle, Paris, 1907 - réed. Phébus libretto, Paris, 2002).
- Un cœur d'homme, obra en quatre actes (1911).
- Petite idole (1920).
- L'Art du Théâtre: La voix, le geste, la prononciation, etc.